# Lothar Sachs
Lothar Sachs (* 7. März 1929 in Berlin; † 24. Juni 2019) war ein deutscher Statistiker.

## Leben
Sein Vater war ein Berliner Buchbinder und seine Mutter war Schneiderin. Im Zeitraum von 1950 bis 1956 studierte er Biologie an der FU Berlin und an der TU Berlin. Besonders prägend waren für ihn dabei die Fachrichtungen Chemie, Thermodynamik und Philosophie. Nachdem er sein Staatsexamen erfolgreich absolviert hatte, wechselte er an die Christian-Albrechts-Universität zu Kiel. Dort wurde er 1958 mit dem Thema „Magnesium-Aufnahme durch Bäckerhefe“ zum Dr. rer. nat promoviert.
Seine erste akademische Berufstätigkeit übernahm er bei der Schering AG, wo er im Steroidhormon-Forschungsbereich arbeitete. Im Anschluss wurde er 1964 erst wissenschaftlicher Assistent und dann Leiter in den klinisch-chemischen und Steroid-Laboratorien der Kieler Universitätsfrauenklinik. Hier entwickelte er neue Methoden der Analyse und förderte Studien auf dem Gebiet der Endokrinologie. Als jüngstes Mitglied gehörte er von 1971 bis 1974 der Lernziel-Kommission für Biomathematik der Bundesrepublik Deutschland an. 1974 habilitierte er sich mit dem Thema „Numerischer Vergleich des klassischen Vierfelder-{\displaystyle \chi ^{2}}-Tests bei kleinem Stichprobenumfang“ im Bereich der klassischen Statistik.
In den darauf folgenden Jahren betreute er medizinisch-technische Assistenten u. a. im Fach Statistik im dem der Universität angegliederten Hygiene-Institut. Als Delegierter vertrat er 1978 die Bundesrepublik bei der „International Conference on Teaching Statistics to Medical Undergraduates“ in Karatschi in Pakistan. Bis zu seiner Emeritierung im Jahr 1986 war er Professor und stellvertretender Direktor für die Abteilung für Medizinische Statistik und Dokumentation (AMSD), dem heutigen Institut für Medizinische Informatik und Statistik (IMIS) an der Universität Kiel.
Lothar Sachs war seit 1960 verheiratet und hatte zwei Töchter.

## Publikationen (Auswahl)
- Statistische Auswertungsmethoden: Mit neuer Bibliographie. Springer, Berlin/Heidelberg 1972, ISBN 978-3-540-05520-4.
- Statistische Methoden. Springer, Berlin/Heidelberg/New York u. a. 1988, ISBN 978-3-540-18113-2.
- Mit Jürgen Hedderich: Angewandte Statistik: Methodensammlung mit R. 17. Auflage. Springer Spektrum, Berlin/Heidelberg 2020, ISBN  978-3-662-62293-3.